# Lebanon (Oregon)
Lebanon é uma cidade localizada no estado norte-americano de Oregon, no Condado de Linn.

## Demografia
Segundo o censo norte-americano de 2000, a sua população era de 12.950 habitantes.
Em 2006, foi estimada uma população de 14.416, um aumento de 1466 (11.3%).

## Geografia
De acordo com o United States Census Bureau tem uma área de
14,0 km², dos quais 13,6 km² cobertos por terra e 0,4 km² cobertos por água. Lebanon localiza-se a aproximadamente 108 m acima do nível do mar.

## Localidades na vizinhança
O diagrama seguinte representa as localidades num raio de 20 km ao redor de Lebanon.